# Gabungan Hasang
Gabungan Hasang is een bestuurslaag in het regentschap Tapanuli Tengah van de provincie Noord-Sumatra, Indonesië. Gabungan Hasang telt 1199 inwoners (volkstelling 2010).